# Ate Wijbes de Jager
Ate Wijbes de Jager (Bergum, 17 december 1873 - Gramsbergen, 10 augustus 1951) was een Nederlandse landbouwer, bestuurder en politicus voor de Anti-Revolutionaire Partij.

## Leven en werk
De Jager werd in 1873 in Bergum  geboren als zoon van de landbouwer Wybe Ates de Jager en Engeltje Gerks Steensma. Hij vestigde zich als landbouwer in De Krim, waar hij in 1906 bestuurslid wordt van de nieuwe aardappelmeelfabriek. Deze fabriek gaat in 1911 failliet en komt in 1912 in handen van een coöperatie, met de Jager als mede-eigenaar van de fabriek, die de naam Intra Nos krijgt. In 1919 wordt hij benoemd als lid van de schattingscommissie. Politiek was hij actief voor de Anti-Revolutionaire Partij. In 1931 werd hij gekozen tot wethouder van Gramsbergen. In 1939 was hij wethouder en locoburgemeester van deze gemeente. Hij was in de dertiger jaren van de vorige eeuw deskundige in de kamer Ommen van crisis-pachtzaken en bestuurslid in de landbouw-crisis-organisatie voor Overijssel. Ook was hij commissaris van de Overijsselse waterleidingmaatschappij. Van januari 1945 tot mei 1945 verving hij als locoburgemeester de door de Duitsers weggevoerde burgemeester van Gramsbergen, Samuël Willem Alexander van Voërst van Lynden. Op 8 mei 1945 werd Francis Hermannus van der Bend (1912-1994) benoemd tot waarnemend burgemeester van Gramsbergen. In 1949 werd De Jager benoemd tot officier in de Orde van Oranje-Nassau.
De Jager trouwde op 28 mei 1898 in Tietjerksteradeel met de uit het Drentse Sleen afkomstige Jantien Lanning.